# Testify (album, Phil Collins)
Testify je sedmé studiové album britského zpěváka a bubeníka Phila Collinsa. Jeho nahrávání probíhalo na různých místech od roku 2000 do 2002. Album pak vyšlo v listopadu 2002 u vydavatelství Face Value/Atlantic Records. Producentem byl Rob Cavallo.

## Seznam skladeb
Autorem všech skladeb je Phil Collins, pokud není uvedeno jinak.
| Pořadí         | Název                                                       | Délka |
| -------------- | ----------------------------------------------------------- | ----- |
| 1.             | Wake Up Call                                                | 5:15  |
| 2.             | Come with Me                                                | 4:34  |
| 3.             | Testify                                                     | 6:31  |
| 4.             | Don't Get Me Started                                        | 4:41  |
| 5.             | Swing Low                                                   | 5:08  |
| 6.             | It's Not Too Late                                           | 3:59  |
| 7.             | This Love This Heart                                        | 4:04  |
| 8.             | Driving Me Crazy                                            | 4:37  |
| 9.             | The Least You Can Do (text: Collins; hudba: Daryl Stuermer) | 4:21  |
| 10.            | Can't Stop Loving You (Billy Nicholls)                      | 4:17  |
| 11.            | Thru My Eyes                                                | 5:07  |
| 12.            | You Touch My Heart                                          | 4:42  |
| 13.            | High Flying Angel (bonus na japonském vydání)               | 4:44  |
| Celková délka: | Celková délka:                                              | 57:16 |

## Obsazení
- Phil Collins – zpěv, bicí
- Daryl Stuermer – kytara
- Jamie Muhoberac – klávesy
- Tim Pierce – kytara
- Paul Bushnell – baskytara
- Eric Rigler – dudy